# No More Robots
No More Robots Ltd é uma publicadora de jogos eletrônicos britânica sediada em Manchester. A empresa foi fundada por Mike Rose, anteriormente da publicadora tinyBuild, ao lado dos investidores Simon Carless e Jas Purewal. A marca publicadora encontrou sucesso originalmente com os jogos digitais Not Tonight e Descenders, e agora trabalha com diversos estúdios de desenvolvimento para títulos através de plataformas de consoles e PC.
Após o sucesso de Descenders, a No More Robots publicou o simulador de administração Not Tonight, que foi largamente coberto pela mídia tradicional por sua versão distópica do Brexit. Em 2019, a empresa lançou o simulador de sistema operacional Hypnospace Outlaw, indicado ao Independent Games Festival, e o roguelike baseado em cartas Nowhere Prophet. Também estão planejando lançar o RPG em primeira pessoa Family Man.

## Estratégia de publicidade de jogos
A No More Robots se tornou conhecida rapidamente entre a comunidade de desenvolvedores independentes por causa de sua forma peculiar de anunciar jogos através do Discord, a plataforma de comunicação voltada a jogos eletrônicos, de uma forma não-linear. Eles realizam o que foi eventualmente nomeado pelo próprio Mike Rose como Meta Games. Meta Games são pequenas frações do universo de um jogo sendo anunciadas, onde os participantes podem atuar e jogar em busca de um objetivo em comum, geralmente o lançamento da versão beta do jogo, e por vezes o lançamento do jogo completo. Nos Meta Games, os participantes tomam decisões e devem resolver situações urgentes para que o jogo possa continuar, decisões como o caminho a ser tomado e explorado durante o Meta Game de Nowhere Prophet e como a Merchantsoft Mole que deveria ser encontrada por um pequeno grupo de jogadores de uma forma estratégica envolvendo um mapa durante o Meta Game de Hypnospace Outlaw. Sempre que a No More Robots anuncia um novo jogo, eles criam um Meta Game para acompanhá-lo.

## Jogos publicados
| Ano  | Título            | Gênero(s)                        | Plataforma(s)                              | Desenvolvedora(s)                            |
| ---- | ----------------- | -------------------------------- | ------------------------------------------ | -------------------------------------------- |
| 2018 | Descenders        | Esportes, roguelike              | Microsoft Windows, macOS, Linux, Xbox One  | RageSquid                                    |
| 2018 | Not Tonight       | RPG, simulação                   | Microsoft Windows                          | PanicBarn                                    |
| 2019 | Hypnospace Outlaw | Simulação                        | Microsoft Windows, macOS, Linux            | Tendershoot, Michael Lasch, ThatWichIs Media |
| 2019 | Nowhere Prophet   | Roguelike, construção de baralho | Microsoft Windows, macOS, Linux            | Sharkbomb Studios                            |
| 2019 | Family Man        | Tiro em primeira pessoa, RPG     | Microsoft Windows, PlayStation 4, Xbox One | Broken Bear Games                            |